# World of Warcraft: Shadowlands
World of Warcraft: Shadowlands (срп. Свет Воркрафта: Земље сенки) осма је експанзија за ММОРПГ игру World of Warcraft (Свет Воркрафта), компаније Близард Ентертејнмент. Наследник је претходне експанзије Battle for Azeroth (срп. Битка за Азерот). Први пут је најављена 1. новембра на БлизКону 2019. године, када је и пуштена у пре-продају. Оригинално заказана за 27. октобар 2020; експанзија је била одложена до 23. новембра исте године и изашла за шеснаесту годишњицу саме игре.
Експанзија је заснована на Земљама сенки, свету мртвих Воркрафт универзума. Неке од главних карактеристика експанзије су први "level squish" (смањивање максималног нивоа играча), сасвим промењен систем "левеловања", опција класе Витеза смрти за све расе, нови систем прогресије моћи уз Завете, као и стандардне ствари присутне у свакој експанзији - нове зоне и инстанце.
20. фебруара 2021, на дигиталној верзији БлизКона, најављен је нов талас садржаја под именом "Ланци доминације" који означава везију 9.1 игре. Ово ажурирање донеће нову субзону у Чељуст под именом Кортија - град тајни, нову мега-тамницу Тазавеш - скривени маркет, нови рејд под именом Светиште доминације као и бројна побољшања и даље развиће постојечих система у игри попут нових нивоа Славе и ажурираног Торгеста. Ова верзија планирана је за излазак током лета 2021. године.

## Гејмплеј
Земље сенки одликује смањење максималног нивоа ликова играча са 120 (што је био случај у Битци за Азерот) на 60 (као и у првобитној везији Света Воркрафта). Близард су употребили термин "Нова игра+" да би описали нови процес достизања максималног нивоа. Новонаправљени ликови имају опцију отпочињања у потпуно новој зони званој Изгнаников дохват, која представља острво на ком играчи играју од 1. до 10. нивоа и чија улога је да нове играче упозна са бројним системима и механикама Света Воркрафта. Завршивши ову зону, нови играчи су послати у зоне Битке за Азерот до 50. нивоа, док старији играчи имају опцију играња било које претходне експанзије уз нови систем зван Хроми време. Свим играчима нове зоне из Земаља сенки постају доступне на 50. нивоу и играјући нову кампању достижу 60. (и максимални) ниво.
Земље сенки састоје се од пет главних зона - Бастион, Арденвилд, Ревендрет, Малдраксус и Чељуст. У центру ових зона налази се мистериозни град зван Орибос, који служи као главни град и средиште експанзије, као градови Шатрат и Даларан из претходних експанзија. Четири нове тамнице присутне су док играчи прелазе нову кампању, и још четири постају доступне када достигну 60. ниво - заокружујући број нових тамница на 8 (доступних у нормалној, херојској и митској тежини). Две додатне тамнице  пристуне су у експанзији, прва је Даркмол Цитадела - која је дизајнирана као прва тамница и увод у инстанциран гејмплеј. Друга, звана Торгест - торањ проклетих, нови је систем прогресије на максималном нивоу.
Све игриве расе (сем пријатељских раса) добиле су нове изборе изгледа (нпр. људи могу да бирају свој етницитет, патуљци и тролови су добили тетоваже а андедови могу да бирају степен распада своје коже). Класа Витез смрти (додата у експанзији Гнев краља лешева из 2008. године) постала је доступна свим расама које до тада нису могле њу бирати, укључујући Пандарене (из експанзије Магла Пандарије) као и све пријатељске расе (додате у експанзијама Легија и Битка за Азерот).

### Завети
Све четири главне зоне које обухватају Земље сенки управљају Завети, слични класним салама из Легије. Сваки Завет има своју сопствену кампању, попут ратне кампање из Битке за Азерот, коју играчи само тог Завета могу да играју. Сваки Завет има универзалну моћ, моћ специфичну за сваку класу као и сопствени мини-систем, попут одржавања свечаних балова као Вентир или одгајања семенки душа као Ноћна Вила.
Четири завета су:
- Кириани (који владају зоном Бастион)
- Ноћне Виле (које владају зоном Ареднвилд)
- Вентири (који владају зоном Ревендрет)
- Некрогосподари (који владају зоном Малдраксус)

Током кампање и учествовања у бројним активностима као што су инстанце и недељни задаци, играчи добијају Славу са својим Заветом. Максимални ниво Славе је 40, и достизањем сваког нивоа играчи су награђивани новим пасивним моћима или изгледима попут оклопа, оружја и створења за јахање. Током кампање играчи такође откључавају разне ликове са којима се могу спарити у "Ковачници веза", где им могу модификовати пасивне ефекте у своју помоћ.

### Торгест, торањ проклетих
Једна од главних карактеристика Земаља сенки је Торгест, торањ проклетих. Инспирисан класичним "roguelike" играма, Торгест представља насумично генерисану, бесконачну тамницу где торањ постаје све тежи али и сами играчи добијају нова ојачања. Дизајниран је и за самостално играње као и за групе играча. Неопходан је за израду легендарних комада опреме који значајно ојачавају играче.

## Прича
Након што је Силвана Виндранер убила Високог Господара Саурфанга користећи моћу управо из Земаља сенки, отишла је до Цитаделе Леденe круне где среће тренутног господара мртвих - Болвара Фордрагона. Силвана га побеђује у борби и уништава Круну доминације, која је везивала свет живих и мртвих. Овим она цепа рупу у реалности и отвара пут у Земље сенки. Након киднаповања шампиона Алијансе и Хорде, ова удружења Азерота шаљу своје хероје право у Земље сенки у нади за одговорима и повратку киднапованих особа.
У Земљама сенки, хероји Азерота упознају се са новим зликовцом - Тамничаром Зоваал, за којег ради Силвана и који, затворен у најгорем кругу смрти - Чељусти, извршава своје мистериозне планове против самог живота.
Играчи ускоро сазнају за изненадну смрт Судије, божанског створења које је одржавало баланс у животу мртвих. Овом трагедијом систем смрти није на месту и због тога се све душе мртвих шаљу право у Чељуст, где их очекује вечна патња. Недостатак нових душа узроковало је и велики недостатак супстанце зване Анима (енергије душа живих бића). Разна царства Земљи сенки трпе велике суше и морају пронаћи начин како да опстану док се ред поново не успостави.

## Пријем
Свет Воркрафта: Земље сенки добио је веома позитиван пријем од професионалних критика као и самих играча. 
Са просечном оценом од 83/100 на сајту Метакритик, рецезенти сматрају да иако ова експанзија не доноси пуно фундементалних новина и иновација у самоме гејмплеју, и даље представља квалитетан додатак игри која је опстала дуже од деценије.
Гејмплеј је описан као "очекивано високог квалитета" и многи рецезенти су дубоко ценили смањење времена потребног за достизање максималног нивоа. Критике биле су упућене на чињеницу да се садржај на максималном нивоу заснива превише на "гриндовању" одређених ресурса и валута као и мањак избора када је реч о систему Завета, где одређени Завети имају очигледно јаче моћи и неопходан су избор за озбиљније играче.
Посебне ппохвале биле су упућене ка PvP (играч против играча) страни игре. Уклањањем "PvP Scaling"-а, додатком продаваца опреме за поене Части и Освајања, као и самим дизајном и балансирањем класа, овај аспект игре добио је веома позитиван пријем од професионалних критика као и самих играча.
Сем самог квалитетног гејмплеја и доброг осећаја прогресије моћи лика, рецезенти су хвалили стилизовану графику игре, која достиже нове нивое лепоте у додатим зонама, одличну музику као и гласовне глумце, чији дијалог чини причу динамичнијом него икада пре.

### Продаја
На дан изласка, експанзија "Свет Воркрафта: Земље сенки" продадата је у 3,7 милиона примерака. Ове бројке више су од пошлих рекорда игре, који су достигнути продајом експанзија "Легија" и "Катаклизма", и овим је експанзија постала најбрже продавана игра у историји за време свог изласка. (Сада на дргуом месту иза игре Сајберпанк 2077).